# Trichorhina caeca
Trichorhina caeca là một loài chân đều trong họ Platyarthridae. Loài này được Vandel miêu tả khoa học năm 1952.